# Niels Bohr

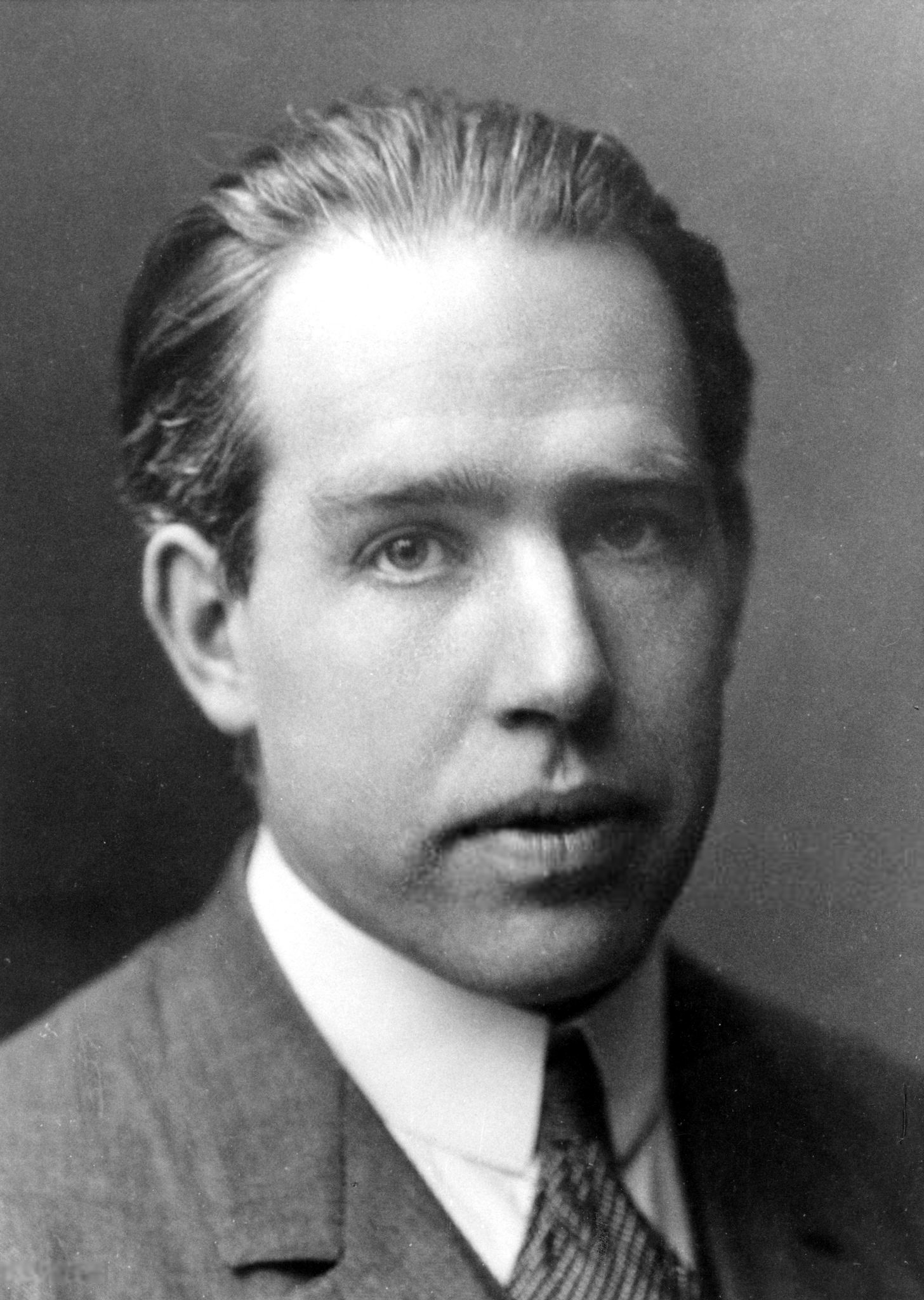
Niels Bohr (1922)

Niels Henrik David Bohr (* 7. Oktober 1885 in Kopenhagen; † 18. November 1962 ebenda) war ein dänischer Physiker. Im Jahr 1913 stellte er das Bohrsche Atommodell auf. Er erhielt 1921 die Hughes-Medaille der Royal Society und den Nobelpreis für Physik im Jahr 1922 „für seine Verdienste um die Erforschung der Struktur der Atome und der von ihnen ausgehenden Strahlung“.

## Leben und Wirken

### Lebenslauf
Der Vater von Niels Bohr, Christian Bohr, war Professor für Physiologie; seine Mutter Ellen Bohr (geborene Adler) entstammte einer jüdischen Familie. Gemeinsam mit seinem Vater und seinem Bruder Harald Bohr führte er regelmäßig Gespräche und Diskussionen zu wissenschaftlichen Themen, die bei beiden Brüdern das Interesse für die Naturwissenschaften stärkten und das spätere Leben prägten. „Ich wuchs in einem Haus mit einem reichen intellektuellen Leben auf, in dem wissenschaftliche Diskussionen alltäglich waren. In der Tat machte mein Vater kaum eine Unterscheidung zwischen seiner eigenen wissenschaftlichen Arbeit und seinem lebhaften Interesse an allen Problemen des menschlichen Lebens“, urteilt Niels Bohr später rückblickend über sein Elternhaus. Harald Bohr wurde später Professor für Mathematik, während sich Niels Bohr der Physik zuwandte. Beide waren darüber hinaus in der Anfangszeit des Fußballs auf dem europäischen Kontinent als Fußballspieler für den Verein Akademisk Boldklub aktiv, Niels Bohr als Torhüter. Sein Bruder schaffte sogar den Sprung in die dänische Nationalmannschaft und nahm am ersten Fußballturnier der Olympischen Sommerspiele 1908 teil. Ob Niels Bohr auch zu den Ehren eines Nationalspielers kam, ist aufgrund der Quellenlage der frühen dänischen Länderspiele abseits der olympischen Turniere nicht bekannt.
Nach dem Abitur an der Latein- und Oberrealschule im Kopenhagener Stadtteil Gammelholm im Jahr 1903 studierte Niels Bohr Physik, Mathematik, Chemie, Astronomie und Philosophie an der Universität Kopenhagen. Manche schreiben ihm die „Rolle“ als Prüfling in der sogenannten Barometer-Frage zu. 1907 erhielt er die Goldmedaille der Königlich Dänischen Akademie der Wissenschaften für seine Arbeit über die Oberflächenspannung von Flüssigkeiten. Sein Magisterabschluss erfolgte 1909 und im Jahr 1911 schloss er sein Studium mit seiner Doktorarbeit bei Christian Christiansen über die magnetischen Eigenschaften von Metallen ab (Studier over metallernes elektrontheori). Im selben Jahr wechselte er nach Cambridge an das Cavendish Laboratory, das vom Physik-Nobelpreisträger von 1906, Joseph John Thomson, geleitet wurde und ein Jahr später nach Manchester in das Labor von Ernest Rutherford, der 1908 den Nobelpreis für Chemie erhalten hatte. Hier lernte Niels Bohr auch Margrethe Nørlund kennen, die er später heiratete. Gemeinsam mit ihr hatte er sechs Söhne, von denen zwei schon in jungen Jahren starben. Ihr Sohn Aage Niels Bohr erhielt 1975 den Physik-Nobelpreis.

### Entwicklung des Bohrschen Atommodells
Im Jahr 1913 formulierte Bohr seine Atomtheorie. Während des Ersten Weltkrieges nahm Niels Bohr 1914 eine Dozentenstelle in Manchester und kurz danach in Kopenhagen an. Zwei Jahre später wurde er Professor für Physik an der Universität in Kopenhagen. Bei einem Aufenthalt und Vortrag in Berlin 1920 machte er die Bekanntschaft mit Max Planck und Albert Einstein. Mit Hilfe der von ihnen aufgestellten Theorien zur Quantenphysik, die er mit den Gesetzen der klassischen Physik verband, war es Bohr bereits 1913 gelungen, das Bohrsche Atommodell aufzustellen, mit dem die Linienspektren des Wasserstoffs erklärt werden konnten. Aus heutiger Sicht ist es wie seine Weiterentwicklung zum Bohr-Sommerfeldschen Atommodell von 1915/16 überholt und durch das quantenmechanische Orbitalmodell ersetzt, obwohl es nach wie vor im Physik- und Chemieunterricht von Schulen und an Universitäten unterrichtet wird.
Trotzdem wird sein Modell als ein Meilenstein der theoretischen Physik angesehen, da hier zum ersten Mal erfolgreich auf Atom-Niveau die Quantisierung in ein Atommodell integriert wurde. Zuvor war erst seit 1911 das Rutherfordsche Atommodell bekannt, demzufolge Atome keine massiven Kugeln sind, sondern aus einem winzigen Kern und einer mindestens tausendfach größeren Atomhülle bestehen.
Von 1916 bis 1919 war Niels Bohr Vorsitzender der Dänischen Physikalischen Gesellschaft und ab 1917 auch Mitglied der dänischen Akademie der Wissenschaften. 1918 formulierte er das Bohrsche Korrespondenzprinzip, das den Zusammenhang zwischen der Quantentheorie und der klassischen Physik erklärte und darstellte, dass sich mit steigender Quantenzahl die Gesetze des Planckschen Wirkungsquantums vernachlässigen lassen. Während dieser Zeit arbeitete er daran, ein eigenes Institut an der Universität in Kopenhagen aufzubauen, das am 3. März 1921 als Institut für theoretische Physik eröffnet wurde. Seine Göttinger Vorträge, die er im Sommer 1922 hielt, wurden international bekannt und gingen als „Bohr-Festspiele“ in die Wissenschaftsgeschichte ein. 1922 gelang ihm auf der Basis des von Arnold Sommerfeld erweiterten Atommodells eine Erklärung für den Aufbau des Periodensystems der Elemente, bei der er ein Schalenmodell annahm. Am 10. Dezember 1922 erhielt er für seine Forschungen über die Atomstruktur sowie die von den Atomen ausgehende Strahlung den Nobelpreis für Physik.

### Weiteres Wirken nach dem Nobelpreis

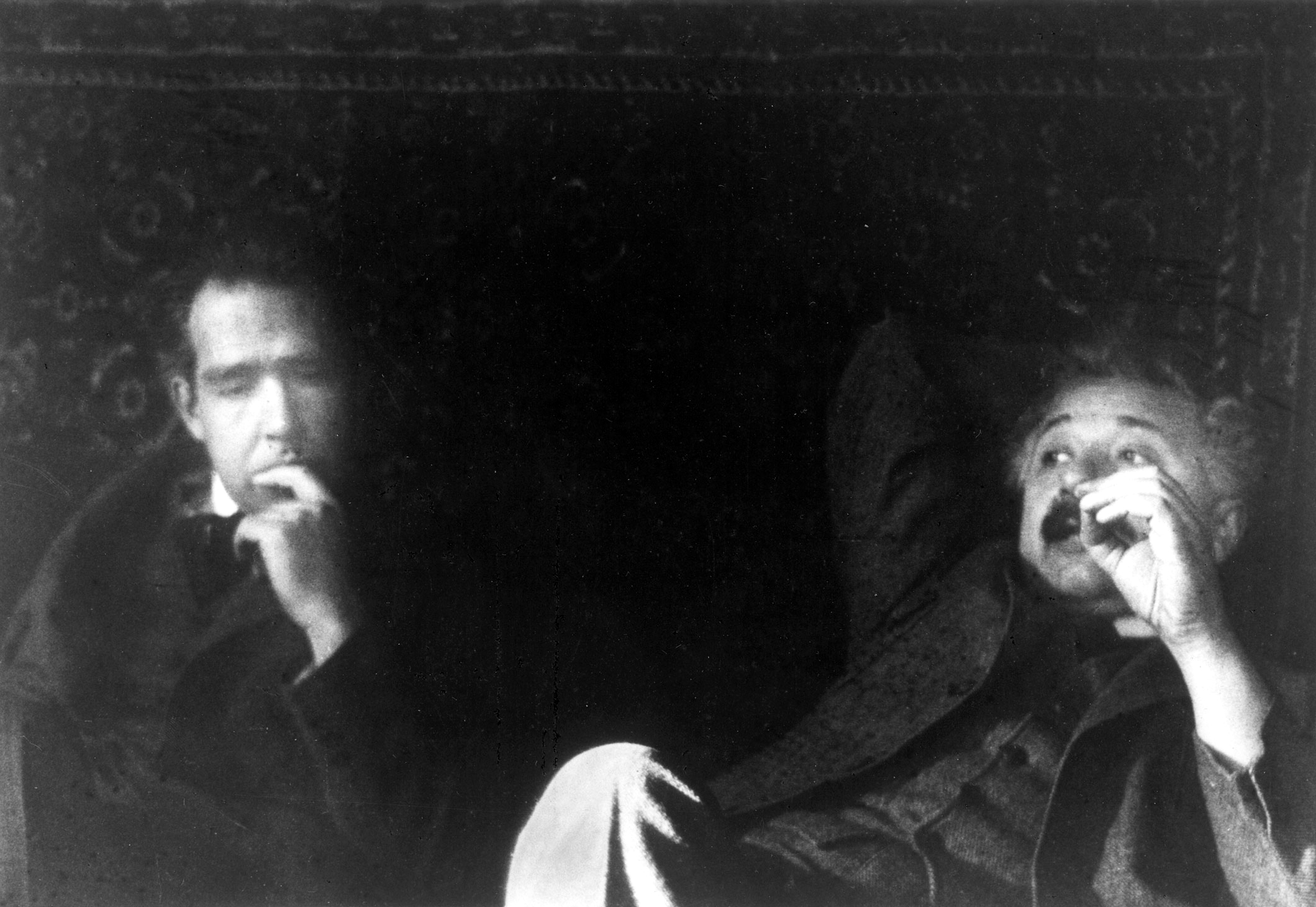
Niels Bohr mit Albert Einstein (rechts; fotografiert von Paul Ehrenfest in dessen Haus 1925)

In den folgenden Jahren wurden das Atommodell Bohrs und die Modifikationen der Atomtheorie Arnold Sommerfelds weiter ausgebaut, bis in der Zeit von 1925 bis 1927 die Betrachtung der Atomphysik durch die Formulierung der nichtrelativistischen Quantenmechanik revolutioniert wurde (Werner Heisenberg, Erwin Schrödinger, Paul Dirac). 1924 veröffentlichte Bohr zusammen mit Hendrik Anthony Kramers und John C. Slater die philosophisch bedeutsame Arbeit The quantum theory of radiation, in der erstmals die strenge Einhaltung des Energieerhaltungssatzes in Frage gestellt und durch statistische Energieerhaltung ersetzt wurde. 1926/27 dozierte Werner Heisenberg am Institut von Niels Bohr und durch die Diskussionen der beiden Forscher entwickelten sich Heisenbergs Unschärferelation sowie das Komplementaritätsprinzip Bohrs als „Kopenhagener Deutungen“ der Quantentheorie, die beide 1927 publiziert wurden. Das Komplementaritätsprinzip sollte die Widerspruchsfreiheit zwischen formulierten Theorien und der Abwägung tatsächlicher Beobachtungen gewährleisten und Bohr wandte es später auch auf Prinzipien außerhalb der Physik an.
In den Folgejahren konzentrierte sich Bohr weiterhin auf die Fragen der Quantenmechanik, während sein Atommodell den Pionieren der Kernforschung beim Verständnis elementarer Eigenschaften der chemischen Elemente half. Das Modell bot Erklärungen für die Valenzen, den Metall- und Nichtmetallcharakter der Stoffe sowie für die Ioneneigenschaften. Er selbst versuchte die durch den Beschuss mit Partikeln ausgelösten Reaktionen der Atomkerne zu erklären und führte zu diesem Zweck den Begriff des „Compoundkernes“ ein. 1936 entwickelte er zwei neue Kernmodelle, die er als Sandsack- und Tröpfchenmodell bezeichnete. Gemeinsam mit John Archibald Wheeler erarbeitete er die Möglichkeit der Energiegewinnung, nachdem Otto Hahn und Friedrich Wilhelm Straßmann die erste Kernspaltung durchgeführt hatten.
Während der deutschen Besatzung Dänemarks engagierte sich Niels Bohr im dänischen Widerstand. 1943 floh er mit seiner Familie unterstützt durch den britischen und dänischen Geheimdienst nach Schweden. Dort bat er beim schwedischen König und beim Außenminister erfolgreich um Asyl für seine jüdischen Landsleute. Dann reiste er unter dem Decknamen Nicholas Baker in die USA weiter, wo er in Los Alamos wichtige theoretische Vorarbeiten zum Bau der US-Atombombe leistete.
Nach dem Zweiten Weltkrieg war Bohr integraler Bestandteil der Diskussionen über eine mögliche europäische Zusammenarbeit zur Schaffung eines Atomphysiklabors. Obwohl er sich zunächst nicht mit Pierre Auger über den Standort des zukünftigen CERN (Conseil européen pour la recherche nucléaire) einig war, nahm er an der UNESCO-Tagung 1952 teil, die dem Council of Representatives of European States for Planning an International Laboratory and Organizing other Forms of Co-operation in Nuclear Research (Rat der Repräsentanten europäischer Staaten zur Planung eines internationalen Labors und anderer Formen der Kooperation in der Nuklearforschung) offiziell den Namen CERN gab.
Nach dem Krieg kehrte er nach Dänemark zurück und setzte seine Forschung zur Atomenergie auf seiner alten Position fort. Gleichzeitig warnte er jedoch vor deren missbräuchlicher Nutzung, vor allem in einem offenen Brief an die Vereinten Nationen 1950, und wurde deshalb 1957 Preisträger des „Atoms for Peace Award“. 1962 starb er in Kopenhagen und wurde auf dem Assistenzfriedhof beigesetzt.

## Lebenswerk

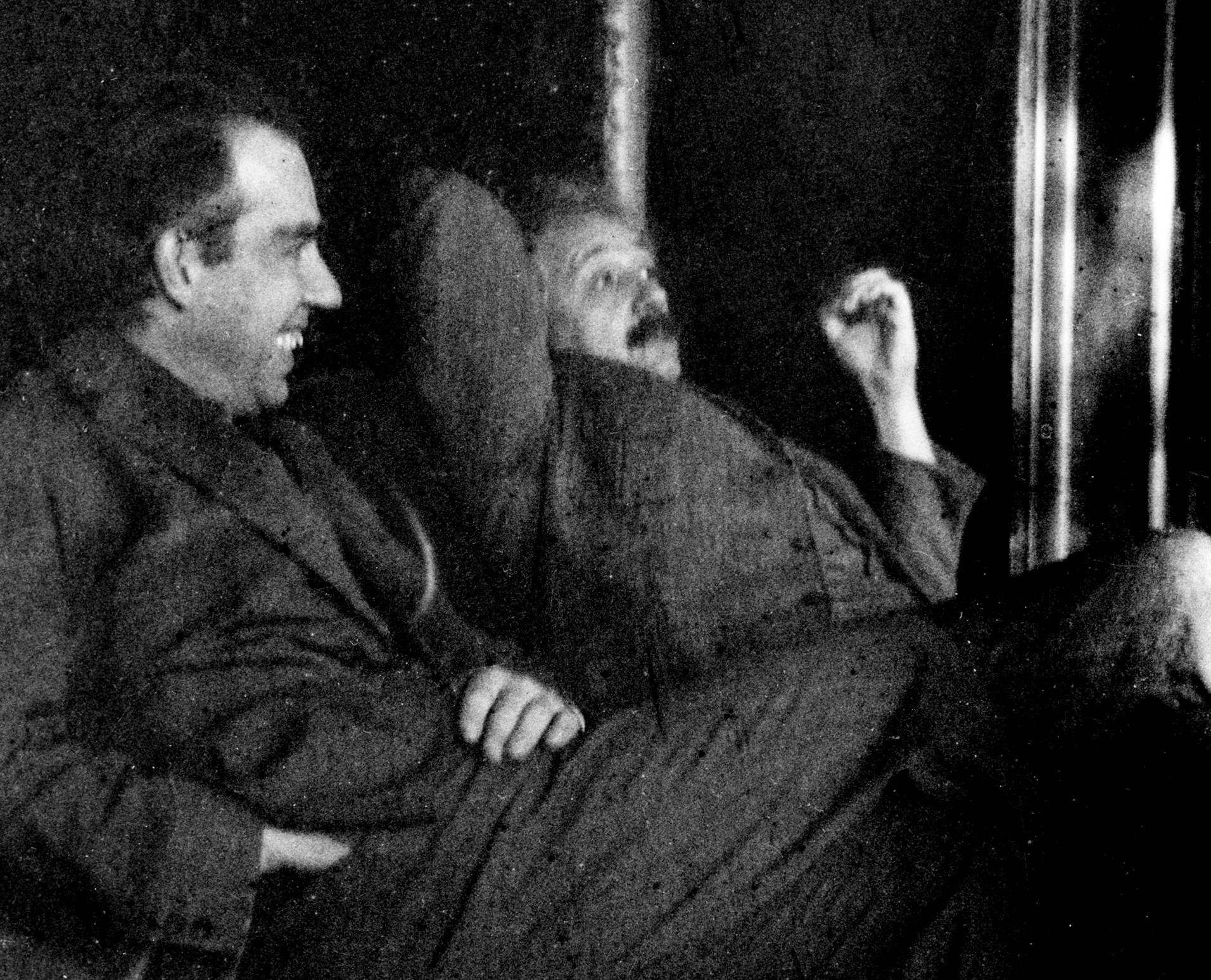
Niels Bohr 1925 mit Albert Einstein (fotografiert von Paul Ehrenfest)

Sein wichtigster Beitrag zur Physik war das Bohrsche Atommodell, das er 1913 erstmals öffentlich vorstellte. Es stellt einen wichtigen Schritt in der Entwicklung der Quantenmechanik dar. Weitere auf ihn zurückgehende Konzepte sind das Korrespondenzprinzip, das den Übergang der Quantenmechanik zur klassischen Mechanik beschreibt, und das Prinzip der Komplementarität, das besagt, dass die Kenntnis bestimmter Messgrößen notwendigerweise eine totale Unkenntnis bestimmter anderer Größen bedingt. In seinen wissenschaftskritischen Arbeiten vertrat Bohr die Auffassung, dass es von den jeweiligen Beobachtungspraktiken abhängig ist, was eine Apparatur überhaupt ausmacht.

## Ehrungen und Mitgliedschaften
Neben dem Nobelpreis für Physik 1922 erhielt Niels Bohr eine Reihe weiterer Preise und Auszeichnungen, u. a. 1925 die Barnard-Medaille oder 1961 den Sonning-Preis der Universität Kopenhagen. Er war Präsident der Dänischen Königlichen Akademie der Wissenschaften und Vorsitzender der Dänischen Atomenergiekommission. Außerdem war er ausländisches Mitglied der Royal Society in London, der Accademia dei Lincei in Rom, der Akademie der Wissenschaften zu Göttingen (seit 1921), der Deutschen Akademie der Naturforscher Leopoldina, der National Academy of Sciences (1925), der Royal Society of Edinburgh (1927), der American Philosophical Society (1940), der American Academy of Arts and Sciences (1945), korrespondierendes Mitglied der Bayerischen Akademie der Wissenschaften (seit 1926) und der Académie des sciences (seit 1937) und weiterer internationaler wissenschaftlicher Vereinigungen. Daneben erhielt er die Ehrendoktorwürde an zahlreichen Universitäten der Welt. Er war Träger des höchsten dänischen Ordens, des Elefanten-Ordens. Ihm wurde 1954 der Orden Pour le Mérite verliehen.
Niels Bohr war von 1997 bis 2011 auf der Vorderseite der 500-Kronen-Banknote der dänischen Nationalbank abgebildet, der Mondkrater Bohr wurde 1964 nach ihm benannt sowie 1989 der Asteroid (3948) Bohr.

## Benennungen nach Bohr
Das transurane, nicht natürlich vorkommende chemische Element mit der Ordnungszahl 107 wurde 1981 nachgewiesen und später Bohrium benannt; als Kürzel im Periodensystem der Elemente wurde Bh festgelegt.
Außerdem tragen zahlreiche physikalische Phänomene und Konzepte Bohrs Namen, allen voran das Bohrsche Atommodell (1913) mit den Bohrschen Bahnen. Weiterhin sind das Bohrsche Korrespondenzprinzip, der Bohr-Radius und das Bohrsche Magneton in die wissenschaftliche Terminologie eingegangen.
Der Bohr-Effekt bei Hämoglobin ist allerdings nach seinem Vater, dem Physiologen Christian Bohr benannt.
Das Kalium-Uranyl-Arsenat Nielsbohrit wurde im Jahr 2002 nach ihm benannt.

## Veröffentlichungen (Auswahl)
- Collected Works, 13 Bände, Herausgeber Leon Rosenfeld, Erik Rüdinger, Finn Aaserud u. a., North Holland, Elsevier, 1972 bis 2008.
- On the constitution of atoms and molecules I, Philosophical Magazine 1913, Bohrs Atommodell.
- On the constitution of atoms and molecules II, Philosophical Magazine 1913.
- On the quantum theory of line spectra, Mitt.Kgl.Dänische Akad.Wiss. 1918, Korrespondenzprinzip.
- The Theory of Spectra and Atomic Constitution, University Press, Cambridge, 1922 und 1924.
- Atomic Theory and the Description of Nature, University Press, Cambridge, 1934.
- Neutron capture and nuclear constitution, Nature, 137 (1936) 344.
- Als Hrsg. mit Otto Neurath, John Dewey, Bertrand Russell, Rudolf Carnap und Charles W. Morris: Encyclopedia and Unified Science. (= International Encyclopedia of Unified Science. Band 1, Nr. 1). Chicago 1938.
- The Unity of Knowledge, Doubleday & Co., New York, 1955.
- Essays 1958–1962 on Atomic Physics and Human Knowledge, herausgegeben von John Wiley and Sons, New York and London 1963
- Light and Life revisited, ICSU Rev., 5 (1963) 194.